# Sierras de las Estancias y los Filabres
Sierras de las Estancias y los Filabres es una indicación geográfica utilizada para designar los vinos con derecho a la mención tradicional Vino de la Tierra de la comarca vitícola de las sierras homónimas, que abarca los términos municipales de Alcóntar, Serón, Bacares, Bayarque, Tíjola, Armuña, Sierro, Suflí, Lúcar, Somontín, Urrácal, Purchena, Olula del Río, Macael, Laroya, Fines, Partaloa, Oria, Líjar, Chercos, Albanchez, Cóbdar, Cantoria, Albox, Taberno, Arboleas y Zurgena, situados en la provincia de Almería, España.
Esta indicación geográfica fue reglamentada por la Junta de Andalucía en 2008.

## Variedades de uva
Las variedades de uva autorizadas que se producen en la zona son las que a continuación se enumeran:
- Blancas: Airén, Chardonnay, Macabeo, Sauvignon Blanc y Moscatel de grano menudo o morisco.
- Tintas: Cabernet Sauvignon, Merlot, Monastrell, Tempranillo, Syrah, Garnacha tinta, Pinot Noir, Petit Verdot.

## Tipos de vino
- Vinos blancos: Vinos jóvenes o fermentados en barrica con las variedades Macabeo, Chardonnay, Moscatel de grano menudo o morisco, Airén y Sauvignon Blanc.
- Vinos rosados: Elaborados con una o más de las variedades tintas autorizadas.
- Vinos tintos: Vinos elaborados con las variedades Tempranillo, Cabernet Sauvignon, Monastrell, Merlot, Syrah, Garnacha tinta, Pinot Noir y Petit Verdot.

Asimismo, se producen vinos tintos envejecidos en barrica y botella.